# Acrobasis atelogramma
Acrobasis atelogramma is een vlinder van de familie van de snuitmotten (Pyralidae). De wetenschappelijke naam van deze soort is voor het eerst voorgesteld als Myelois atelogramma door Edward Meyrick in een publicatie uit 1937.
De soort komt voor in India waaronder in Uttar Pradesh.